# A Business Buccaneer
A Business Buccaneer è un cortometraggio muto del 1912 diretto da Edmund Lawrence. Prodotto dalla Kalem Company, il film era interpretato da Tom Moore e Alice Joyce.

## Trama
Tom e Agnes vanno a fare una passeggiata notturna con il cane. Mentre passano sotto le finestre di un ufficio, notano una luce sospetta e vanno a indagare per scoprire cosa stia succedendo. Scoprono una banda, capitanata da Hastings, che sta cercando di aprire la cassaforte. I due malcapitati sono fatti prigionieri: legati, sono rinchiusi in una stanza dell'ufficio ma riescono a sciogliere i legami. Hanno l'idea di chiedere in qualche modo aiuto ma non trovano né una penna né una matita. Usare la macchina da scrivere è fuori discussione per il rumore che provocherebbe, mettendo in allarme i ladri nella stanza vicina. Agnes però ha un'idea dopo aver trovato un fonografo: incide un disco vuoto chiedendo aiuto e poi mette il cilindro registrato al collo del cane che viene calato dalla finestra. L'animale può così correre a casa Hopewell. Qui, il maggiordomo scopre il cilindro: mette il disco sul fonografo e sente la richiesta di Agnes. Sveglia il padrone e, insieme, corrono in ufficio avendo avvisata la polizia che riesce mettere le mani sui rapinatori e a liberare i due prigionieri.

## Produzione
Il film fu prodotto dalla Kalem Company.

## Distribuzione
Distribuito dalla General Film Company, il film - un cortometraggio in una bobina - uscì nelle sale il 27 dicembre 1912. Ne venne fatta una riedizione distribuita il 30 luglio 1915, l'anno in cui la Kalem venne venduta e parte dei suoi film trovarono una nuova distribuzione.
La storia del film venne adattata da E.M. Wickes come racconto, pubblicato nell'ottobre 1915 sul People's Popular Monthly.